# Friedrich Wulf
Friedrich Wulf SJ (* 18. Juni 1908; † 2. Mai 1990) war ein deutscher  katholischer Priester, Jesuit (seit 1927), geistlicher Schriftsteller, Exerzitienleiter, Konzilstheologe (Vatikanum II, 1962–65) und Mitglied der Würzburger Synode (1972–75).
Er gehört zu den Begründern der modernen christlichen Spiritualität, insbesondere der Theologie des Ordenslebens und des Laienapostolats, im deutschsprachigen Raum.
Wulf war von 1947 bis 1979 Chefredakteur der Zeitschrift Geist und Leben (GuL), vormals "Zeitschrift für Aszese und Mystik" (ZAM). Wulfs theologisch-anthropologische Konzeption zeitgemäßer Spiritualität ist von August Brunner SJ, Erich Przywara SJ und Karl Rahner SJ beeinflusst. Richtungsweisend ist sein Kommentar zu "Perfectae Caritatis", dem Konzilsdekret "Über die zeitgemäße Erneuerung des Ordenslebens" (1966). Wulfs spiritueller Ansatz wurde von Josef Sudbrack SJ weitergeführt, insbesondere im Dialog mit östlichen Meditationsweisen und der Humanistischen Psychologie stärker kontextualisiert. Mit der Nonne Corona Bamberg verband ihn eine gut zwanzig Jahre andauernde Freundschaft.